# Robert Falcon Scott
Kapitan sir Robert Falcon Scott, angleški pomorski častnik in raziskovalec Antarktike, * 6. junij 1868, Devonport, grofija Devon, Anglija, † 29. marec 1912, Rossova ledena polica, Antarktika.
Mornarici se je pridružil leta 1881. Najprej je kot kadet plul na Boadicei, tedanji admiralski ladji flote Rokavskega preliva. Po plovbah okrog Velike Britanije in Severne Amerike se je leta 1891 povzpel do čina poročnika. Specializiral se je za torpeda.

## Odprava z ladjoDiscoveryv letih 1900 - 1904
Po ukazu Clemensa Markhama, nekdanjega polarnega raziskovalca in kasnejšega predsednika Kraljevskega geografskega društva, je Scott prevzel poveljstvo Narodne antarktične odprave, ki se je začela leta 1900. Odprava je raziskala Rossovo morje in na njegovi zahodni strani odkrila ozemlje, ki so ga poimenovali Zemlja kralja Edvarda VII. po tedanjem britanskem monarhu. Dosegli so najjužnejšo točko do tedaj - Scott, Ernest Shackleton in Edward Wilson so 31. decembra 1902 prišli na 82°17' južne zemljepisne širine.
Na tej odpravi se je Scott spoznal z Ernestom Shackletonom, ki je bil njegov tretji oficir. Veliko njunih biografov je pisalo o njunem sovraštvu in tekmovalnosti med njima. Glavni vir za te trditve je bila avtobiografija Alberta Armitagea, Scottovega navigatorja in namestnika na tej odpravi, vendar Ranulph Fiennes v svoji biografiji Scotta, izdani leta 2003, ugotavlja, da za to ni veliko dokazov in da sta Scott in Shackleton na odpravi živela v prijateljskih odnosih.

## Odprava z ladjoTerra Novav letih 1910 - 1912
Scott je postal obseden z idejo, da bi prvi dosegel južni tečaj. K temu sta botrovala želja po povečanju družinskega bogastva in mnenje, da je to pomemben in potreben dosežek za njegovo državo. Po poroki s Kathleen Bruce 2. septembra 1908 in rojstvu edinega sina Petra naslednje leto, je začel pripravljati svojo drugo polarno odpravo. Ladja Terra Nova je iz Londona izplula 1. junija 1910 in se ustavila še v waleškem Cardiffu. Scott je z ladjo potoval le do Rotherhithea, se vrnil v London in mesec kasneje s hitro ladjo odplul proti južni Afriki, kjer se je dokončno vkrcal na Terro Novo. 
Kmalu je odkril, da bo na poti do tečaja moral tekmovati z norvežanom Roaldom Amundsenom. Ko je peterica mož (Scott, poročnik Henry Bowers, mornariški podčastnik Edgar Evans, Edward Wilson in Lawrence Oates) 17. januarja 1912 dosegla tečaj, je odkrila, da jih je Amundsen prehitel za več kot en mesec. Vrnil se je brez težav, Scottova skupina pa je potovala v izjemno težkih razmerah, kakršne so zatem izmerili le še enkrat, v 60. letih 20. stoletja. 
Prvi je podlegel Evans, ki se je poškodoval pri padcu in doživel hiter telesni in duševni zlom. Oates je trpel zaradi stare rane, prejete v vojni, zato je kmalu začel upočasnjevati ostale. Ko je spoznal, v kakšno breme jim je in da nima pogojev za preživetje, je neke noči prostovoljno zapustil šotor, v katerem so prenočevali. Nikoli ga niso našli. Trupla ostalih treh so našli čez pol leta, 12. novembra 1912, le enajst milj od velikega skladišča z zalogami. Njihovi dnevniki pričajo o njihovem trpljenju. Znane so Scottove besede: »Če bi živeli, bi lahko povedal zgodbo o odpornosti, vzdržljivosti in pogumu mojih tovarišev, ki bi ganila vsakega Britanca.« Njegov dnevnik se konča takole: »Za božjo voljo, poskrbite za naše ljudi. R. Scott.« Britansko ljudstvo je za njimi zelo žalovalo, Scott pa je postal junak.
Nesrečnemu koncu odprave je verjetno botrovalo dejstvo, da je Scott za prevoz opreme izbral sibirske ponije in kasneje, v končnem delu potovanja, človeško vleko. Amundsen je raje izbral pasjo vprego, ki je njegove može vlekla prav do tečaja. Scott je sicer pse uporabljal, vendar samo do ledenika Beardmore, kasneje pa ne, saj se mu je sprotno pobijanje psov in hranjenje ostalih s pobitimi gnusilo. Amundsen se je marsikaj naučil pri prvotnih prebivalcih Arktike, Inuitih, ki so se nedvomno spoznali na mrzle razmere. Angleži so do takih metod čutili odpor, Scott sam pa tudi nikdar ni obiskal Arktike, učil se je samo na izkušnjah predhodnih angleških polarnih raziskovalcev. 
Natančen vzrok smrti Scotta in tovarišev je prav tako predmet mnogih razprav. Verjetno so jo povzročili stradanje, izčrpanost, izjemen mraz in skorbut, k njej pa so močno pripomogle tudi napake pri načrtovanju odprave. Niso imeli rezervnih načrtov v primeru težav, skladišč s hrano niso postavili dovolj južno, Scottova odločitev, da bo na tečaj potovalo pet ljudi namesto štirih, pa je bila sprejeta v zadnjem hipu. Nenazadnje pa so imeli tudi izjemno smolo.
Scott je bil posmrtno povitezen, njegov kip, ki ga je izdelala njegova vdova Kathleen, pa stoji na Waterloojskem trgu v Londonu. Scottov svak, Lloyd Harvey Bruce, je bil duhovnik v warvickshirski vasi Binton, kjer je v župnijski cerkvi dal postaviti še danes viden spominski vitraž, ki prikazuje dogodke iz odprave. Velik in nedavno obnovljen spomenik Scottu stoji v Plymouthu nad pristaniščem. Vanj so vklesane besede iz Scottovega dnevnika. Spomeniki se nahajajo tudi v Christchurchu in Portu Chalmers na Novi Zelandiji, krajih zadnjih dveh postankov Terre Nove pred odplutjem na Antarktiko. 
Po Scottu in Amundsenu se imenuje postaja ZDA Amundsen-Scott na Antarktiki.